# Nils Svenningsen
Nils Thomas Svenningsen (Stoccolma, 28 marzo 1894 – 20 ottobre 1985) è stato un diplomatico danese.
Svenningsen fu presto impiegato presso il Ministero degli Affari Esteri e prestò servizio a Berlino nel periodo immediatamente prima che Hitler prendesse il potere. Nel 1941 divenne direttore del ministero e durante tutta la guerra svolse un ruolo centrale nei negoziati con la Germania sull'attuazione della politica di negoziazione. Prima come stretto collaboratore del primo ministro Erik Scavenius e dopo il 29 agosto 1943 come capo del consiglio di dipartimento.
Dopo la guerra, a causa delle significative critiche alla politica di cooperazione, dovette servire come ambasciatore a Stoccolma per un periodo fino a quando non poté tornare nel 1951 come direttore del Ministero degli Affari Esteri, carica che mantenne fino alla conclusione della sua carriera con un soggiorno come Ambasciatore a Londra dal 1961 al 1964.
Gli sforzi principali di Svenningsen, avvenuti negli ultimi e più difficili anni dell'occupazione, furono guidati dal desiderio di garantire la massima indipendenza possibile nei confronti della Germania, particolarmente nel confronto serrato e frequente con il Plenipotenziario del Reich, Werner Best.